# Акдавлетово
Акдавле́тово (рос. Акдавлетово, башк. Аҡдәүләт) — присілок у складі Зіанчуринського району Башкортостану, Росія. Входить до складу Баїшевської сільської ради.
Населення — 84 особи (2010; 115 в 2002).
Національний склад:
- башкири — 99%